# 걸즈 룰
〈걸즈 룰〉(일본어: ガールズルール, 영어: Girls' Rule)은 일본의 여성 아이돌 그룹 노기자카46의 6번째 싱글이다.

## 개요
전작 〈너의 이름은 희망〉으로부터 약 4개월 만의 싱글이다.
전작까지 센터는 이코마 리나가 맡아왔지만, 이번 싱글의 표제곡 〈걸즈 룰〉의 센터는 시라이시 마이가 맡는다.
커플링 곡인 〈세상에서 가장 고독한 Lover〉는 멤버가 출연하고 있는 드라마 《BAD BOYS J》의 삽입곡이다.

## 수록곡

### Type-A
자켓 사진 (표지):시라이시 마이
자켓 사진 (뒷면):〈걸즈 룰〉 선발 멤버 16명
1. ガールズルール / 걸즈 룰 [4:48]
(작사: 아키모토 야스시 / 작곡·편곡:고토 코지)
2. 世界で一番 孤独なLover / 세상에서 가장 고독한 Lover [3:42]
(작사: 아키모토 야스시 / 작곡: 카와하라 미네아키 / 편곡: 햣코쿠 하지메)
  - 닛폰 TV 계열 드라마 《BAD BOYS J》 삽입곡
3. コウモリよ / 박쥐여 [4:15]
(작사: 아키모토 야스시 / 작곡: 미나미다 켄고 / 편곡: 타카하시 야스하루)
4. ガールズルール off vocal ver.
5. 世界で一番 孤独なLover off vocal ver.
6. コウモリよ off vocal ver.

### Type-B
자켓 사진 (표지):이코마 리나·하시모토 나나미
자켓 사진 (뒷면):〈걸즈 룰〉 선발 멤버 16명
1. ガールズルール / 걸즈 룰
2. 世界で一番 孤独なLover / 세상에서 가장 고독한 Lover
3. 扇風機 / 선풍기 [3:55]
(작사: 아키모토 야스시 / 작곡: 카쿠노 토시카즈 / 편곡: 노무라 요이치로)
4. ガールズルール off vocal ver.
5. 世界で一番 孤独なLover off vocal ver.
6. 扇風機 off vocal ver.

### Type-C
자켓 사진 (표지):이쿠타 에리카·타카야마 카즈미·사쿠라이 레이카
자켓 사진 (뒷면):〈걸즈 룰〉 선발 멤버 16명
1. ガールズルール / 걸즈 룰
2. 世界で一番 孤独なLover / 세상에서 가장 고독한 Lover
3. 他の星から / 다른 별에서 [4:07]
(작사: 아키모토 야스시 / 작곡·편곡: Sugaya Bros.)
4. ガールズルール off vocal ver.
5. 世界で一番 孤独なLover off vocal ver.
6. 他の星から off vocal ver.

### 통상반
자켓 사진 (표지):마츠무라 사유리·니시노 나나세
자켓 사진 (뒷면):〈걸즈 룰〉 선발 멤버 16명
1. ガールズルール / 걸즈 룰
2. 世界で一番 孤独なLover / 세상에서 가장 고독한 Lover
3. 人間という楽器 / 인간이라고 하는 악기 [5:05]
(작사: 아키모토 야스시 / 작곡: 카네츠키 유키타카 / 편곡: TATOO)
4. ガールズルール off vocal ver.
5. 世界で一番 孤独なLover off vocal ver.
6. 人間という楽器 off vocal ver.

## 선발 멤버

### 걸즈 룰
(센터:시라이시 마이)
- 1열: 마츠무라 사유리, 시라이시 마이, 하시모토 나나미
- 2열: 사쿠라이 레이카, 이쿠타 에리카, 이코마 리나, 니시노 나나세, 타카야마 카즈미
- 3열: 이토 마리카, 이노우에 사유리, 나카다 카나, 와카츠키 유미, 호시노 미나미, 아키모토 마나츠, 후카가와 마이, 사이토 유리

### 세상에서 가장 고독한 Lover
(센터:시라이시 마이)
- 아키모토 마나츠, 이쿠타 에리카, 이코마 리나, 이토 마리카, 이노우에 사유리, 사이토 유리, 사쿠라이 레이카, 시라이시 마이, 타카야마 카즈미, 나카다 카나, 니시노 나나세, 하시모토 나나미, 후카가와 마이, 호시노 미나미, 마츠무라 사유리, 와카츠키 유미

### 박쥐여
- 시라이시 마이, 나카모토 히메카, 노죠 아미, 와카츠키 유미

### 선풍기
(센터:사이토 아스카)
- 이치키 레나, 이토 네네, 에토 미사, 카시와 유키나, 카와고 히나, 카와무라 마히로, 사이토 아스카, 사이토 치하루, 나가시마 세이라, 나카모토 히메카, 노죠 아미, 하타나카 세이라, 히구치 히나, 미야자와 세이라, 야마토 리나, 와다 마야

### 다른 별에서
(센터:니시노 나나세)
- 이토 마리카, 이노우에 사유리, 사이토 유리, 사쿠라이 레이카, 나카다 카나, 니시노 나나세, 와카츠키 유미

### 인간이라고 하는 악기
- 아키모토 마나츠, 이쿠타 에리카, 이코마 리나, 이치키 레나, 이토 네네, 이토 마리카, 이노우에 사유리, 에토 미사, 카시와 유키나, 카와고 히나, 카와무라 마히로, 사이토 아스카, 사이토 치하루, 사이토 유리, 사쿠라이 레이카, 시라이시 마이, 타카야마 카즈미, 나카다 카나, 나카모토 히메카, 나가시마 세이라, 니시노 나나세, 노죠 아미, 하시모토 나나미, 하타나카 세이라, 히구치 히나, 후카가와 마이, 호시노 미나미, 마츠무라 사유리, 미야자와 세이라, 야마토 리나, 와카츠키 유미, 와다 마야